# الكمال (الدقهلية)
قرية الكمال هي إحدى القرى التابعة لمركز تمي الأمديد في محافظة الدقهلية في جمهورية مصر العربية. حسب إحصاءات سنة 2006، بلغ إجمالي السكان في الكمال 2459 نسمة، منهم 1315 رجل و1144 امرأة.